# Fernando Vicente
Fernando Vicente (Benicarló, 8 marzo 1977) è un allenatore di tennis ed ex tennista spagnolo.

## Carriera da giocatore
In singolare ha ottenuto i migliori risultati nel 2000 quando è arrivato al quarto turno del Roland Garros ed è salito fino alla top-30 della classifica mondiale.
In carriera ha vinto cinque titoli ATP, tre in singolare e due in doppio, tutti su campi in terra battuta.

## Carriera da allenatore
Dopo il ritiro dall'agonismo, Vicente resta nel mondo del tennis come allenatore, seguendo le carriera di giocatori di alto livello come Marcel Granollers, Marc López e Andrej Rublëv. Grazie ai successi di quest'ultimo, nel 2020 Vicente viene premiato alla cerimonia degli ATP Awards come miglior allenatore dell'anno.

## Statistiche
| Legenda                                                  |
| Grande Slam                                              |
| ATP Super 9 / Tennis Masters Series / ATP Masters Series |
| ATP International Series Gold / ATP Championship Series  |
| ATP International Series / ATP World Series)             |

### Singolare

#### Vittorie (3)
| N. | Data            | Torneo                           | Superficie  | Avversario in finale | Punteggio        |
| 1. | 7 giugno 1999   | Merano Open, Merano              | Terra rossa | Hicham Arazi         | 6–2, 3–6, 7–6(1) |
| 2. | 10 aprile 2000  | Grand Prix Hassan II, Casablanca | Terra rossa | Sébastien Grosjean   | 6–4, 4–6, 7–6(3) |
| 3. | 28 gennaio 2001 | Colombia Open, Bogotà            | Terra rossa | Juan Ignacio Chela   | 6–4, 7–6(6)      |

### Doppio

#### Vittorie (2)
| N. | Data           | Torneo                           | Superficie  | Compagno       | Avversari in finale              | Punteggio     |
| 1. | 17 maggio 2004 | Grand Prix Hassan II, Casablanca | Terra rossa | Enzo Artoni    | Yves Allegro Michael Kohlmann    | 3–6, 6–0, 6–4 |
| 2. | 17 luglio 2006 | Dutch Open, Amersfoort           | Terra rossa | Alberto Martín | Lucas Arnold Ker Christopher Kas | 6–4, 6–3      |